# Ria Beens-Jansen
Maria (Ria) Beens-Jansen (Amsterdam, 1944) is een Nederlands politicus van de PPR en GroenLinks.
Van 1974 tot 1978 was ze voor de PPR lid van de gemeenteraad van Breukelen. Van 1990 tot 1998 was ze fractievoorzitter van GroenLinks in de gemeenteraad van Castricum. Van 1999 tot 2005 was ze lid van de Provinciale Staten van Noord-Holland en daarnaast was ze van november 2004 tot maart 2006 wethouder van Beverwijk. Vanaf juni 2006 was Beens-Jansen ruim een half jaar waarnemend burgemeester van Wieringermeer. In januari 2008 werd ze waarnemend burgemeester van Bennebroek wat ze bleef tot die gemeente op 1 januari 2009 fuseerde met de gemeente Bloemendaal tot de nieuwe gemeente Bloemendaal.
Na een bestuurscrisis in Castricum was zij van september 2011 tot april 2012 onafhankelijk wethouder in de gemeente Castricum. 